# Поруба под Вихорлатом
Поруба под Вихорлатом (слч. Poruba pod Vihorlatom) насељено је мјесто са административним статусом сеоске општине (слч. obec) у округу Михаловце, у Кошичком крају, Словачка Република.

## Становништво
| Година:    | 1994. | 2004.   | 2014.   | 2024.   |
| ---------- | ----- | ------- | ------- | ------- |
| Број људи: | 626   | 605     | 633     | 594     |
| Разлика:   |       | -3,35 % | +4,62 % | -6,16 % |

| Година:    | 2023. | 2024.   |
| ---------- | ----- | ------- |
| Број људи: | 589   | 594     |
| Разлика:   |       | +0,84 % |

Према подацима о броју становника из 2011. године насеље је имало 627 становника.